# Občine v Severni Makedoniji
Občine v Makedoniji so:
| Število | Grb | Občina              | Regija  | Površina [km²] | Število prebivalcev | Naselja |
| ------- | --- | ------------------- | ------- | -------------- | ------------------- | --- |
| 39      |     | Berovo              | Vzhodna | 597            | 13.941              | Berovo, Budinarci, Dvorište, Mačevo, Mitrašinci, Ratevo, Rusinovo, Smojmirovo, Vladimirovo |
| 28      |     | Češinovo-Obleševo   | Vzhodna | 133            | 7.940               | Banja, Burilčevo, Češinovo, Čiflik, Kučično, Lepopelci, Novo Selani, Obleševo, Sokolarc, Spančevo, Teranci, Ularci, Vrbica, Žigance |
| 26      |     | Delčevo             | Vzhodna | 423            | 17.505              | Bigla, Čiflik, Delčevo, Dramče, Gabrovo, Grad, Iliovo, Kiselica, Kosovo Dabje, Nov Istevnik, Očipala, Poleto, Razlovci, Selnik, Stamer, Star Istevnik, Trabotovište, Turija, Vetren, Virče, Vratislavci, Zvegor |
| 29      | /   | Karbinci            | Vzhodna | 231            | 4.012               | Argulica, Batanje, Crvulevo, Dolni Balvan, Dolno Trogerci, Ebeplija, Golem Gaber, Gorni Balvan, Gorno Trogerci, Januzlija, Kalauzlija, Karbinci, Kepekčelija, Kozjak, Krupište, Kurfalija, Kučilat, Kučica, Mal Gaber, Mičak, Muratlija, Nov Karaorman, Odjalija, Prilepčani, Prnalija, Radanje, Ruljak, Tarinci |
| 24      |     | Kočani              | Vzhodna | 357            | 38.092              | Bezikovo, Beli, Crvena Njiva, Dolni Podlog, Dolno Grače, Gorni Podlog, Gorno Grače, Glavovica, Grdovci, Jastrebnik, Kočani, Kostin Dol, Leški, Mojanci, Nebojani, Novo Selo, Njivičani, Orizari, Pantelej, Pašadžikovo, Polaki, Preseka, Pribačevo, Pripor, Rajčani, Rečani, Trkanje, Vraninci |
| 32      | /   | Lozovo              | Vzhodna | 166            | 2.858               | Adžibegovo, Adžimatovo, Bekirlija, Dorfulija, Ćoselari, Đuzemelci, Karatmanovo, Kišino, Lozovo, Milino, Saramzalino |
| 25      |     | Makedonska Kamenica | Vzhodna | 189            | 8.110               | Cera, Dulica, Gabar, Kosevica, Kostin Dol, Lukovica, Sasa, Todorovci |
| 38      |     | Pehčevo             | Vzhodna | 208            | 5.517               | Crnik, Čiflik, Negrevo, Pančarevo, Pehčevo, Robovo, Umlena |
| 23      |     | Probištip           | Vzhodna | 326            | 16.193              | Buneš, Bučište, Dobrevo, Dolni Stubol, Dolno Barbarevo, Dreveno, Drenok, Gajranci, Gorni Stubol, Gorno Barbarevo, Grizilevci, Gujnovci, Jamište, Kalnište, Kukovo, Kundino, Lezovo, Lesnovo, Marčino, Neokazi, Pestršino, Petrišino, Pišica, Plešanci, Probištip, Puzdreci, Ratavica, Strisovci, Štalkovica, Tursko Rudari, Trmoš, Tripatanci, Troolo, Zarepinci, Zelengrad, Zletovo                                                           |
| 31      |     | Štip                | Vzhodna | 583            | 47.796              | Baltalija, Brest, Creška, Čardaklija, Čiflik, Dobrošani, Dolani, Edeklerci, Goračino, Hadji-Hamzali, Hadji-Redjepli, Hadji-Sejdeli, Jamularci, Kalapetrovci, Koešvo, Krivi Dol, Lakavica, Leskovica, Lipov Dol, Ljuboten, Nikoman, Novo Selo, Penuš, Piperovo, Počivalo, Puhče, Sarčievo, Selce, Skandalci, Sofilari, Star Karaorman, Stepanci, Suvo Grlo, Sudikj, Suševo, Šašavarlija, Štip, Šopur, Tanatarci, Testemelci, Toplikj, Tri Česmi |
| 22      |     | Sveti Nikole        | Vzhodna | 483            | 18.497              | Alakince, Amzabegovo, Arbasanci, Bogoslovec, Burilovci, Delisinci, Dolno Đuđance, Dolno Crnilište, Erdželija, Gorno Đuđance, Gorno Crnilište, Gorobinci, Kadrifakovo, Knežje, Krušica, Makreš, Malino, Mezdra, Mečkuevci, Mustafino, Nemanjica, Orel, Pavlešenci, Patetino, Peširovo, Preod, Rančinci, Sopot, Stanulovci, Stanjevci, Stroimanci, Sveti Nikole, Trstenik                                                                        |
| 27      |     | Vinica              | Vzhodna | 432            | 19.938              | Blatec, Crn Kamen, Dragobrašte, Gradec, Grljani, Istibanja, Jakimovo, Kalimanci, Kruševo, Laki, Leski, Lipec, Pekljani, Trsino, Vinica, Vinička Kršla |
| 30      | /   | Zrnovci             | Vzhodna | 52             | 3.264               | Morodvis, Vidovište, Zrnovci |